# Бертем
Бертем (нидерл. Bertem) — коммуна в центральной части провинции Фламандский Брабант (Лёвенский округ), Фландрия, Бельгия. Официальный язык — нидерландский. Через Бертем проходит Европейский маршрут E40. Общая площадь коммуны составляет 29,75 км², плотность населения — 317 чел. на км². Общая численность населения — 9 435 чел. (1 января 2008, оценка). Коммуна возникла как собственность аббатства Корби (Франция). До наших дней дошёл романский собор XI века (Бертемский Собор Св. Павла).